# Tenebrário (catedral de Sevilha)

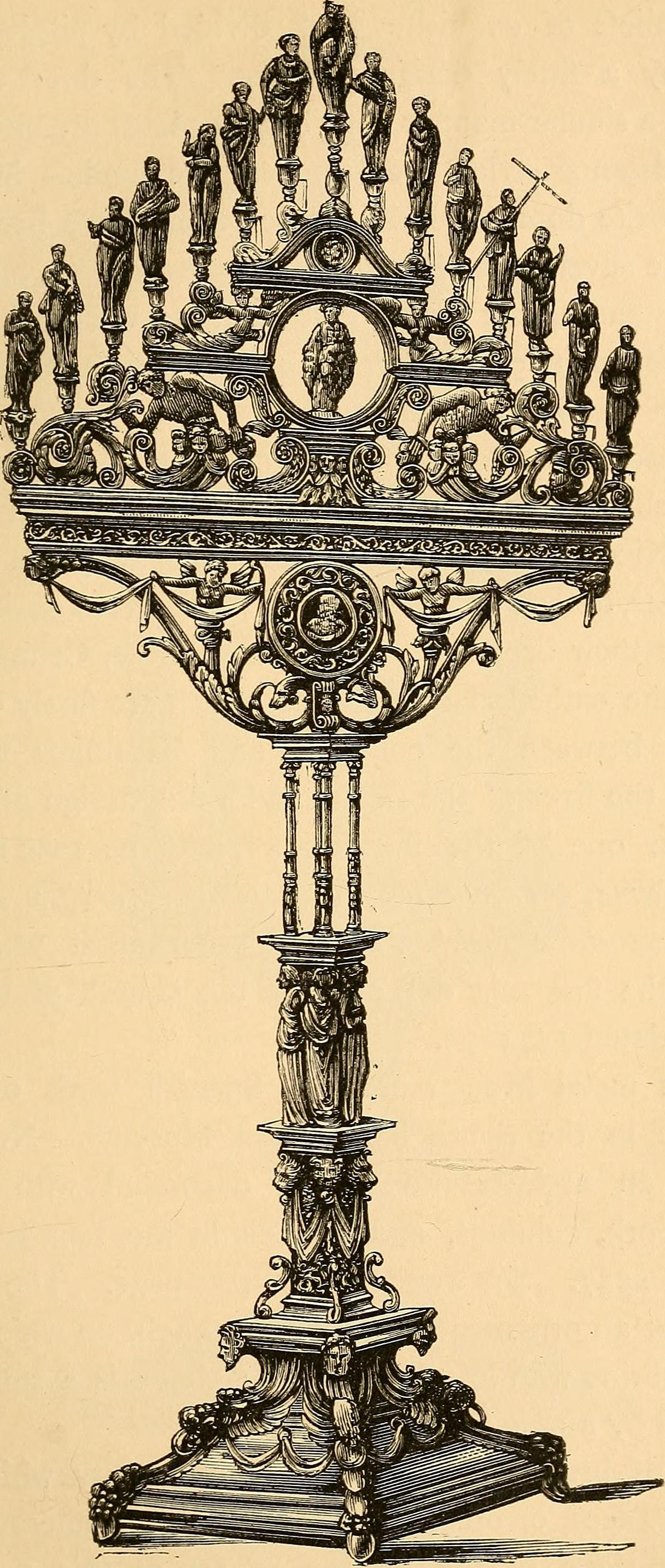
Ilustração do livro "The Industrial Arts in Spain" (1879), representando o tenebrário de Morel.

O tenebrário da catedral de Sevilha é um candelabro triangular de quinze velas, traçado e executado por Bartolomé Morel em 1562, destinado a ser utilizado na celebração do Ofício das Trevas ("tenebrae"), nos três últimos dias da Semana Santa. 

## Descrição
O tenebrário da catedral de Sevilha é feito em madeira e bronze. Tem 7,10 metros (8,5 varas) de altura e a cabeça triangular mede 2,50 metros (3 varas) de largura. Tem capacidade para quinze velas em suportes adornados por estátuas, que representam o Salvador, os apóstolos e outros discípulos ou evangelistas, cuja execução teve a contribuição de Juan Giralte e Juan Bautista Vasquez. O vão do triângulo é ocupado por um busto de Nossa Senhora, existindo mais abaixo um busto de um rei. O pé é constituído por quatro graciosas coluans assentes em quatro cariátides, postas sobre cabeças de leões. Os adornos do pé do tenebrário foram executados com auxílio de Pedro Delgado, outro escultor muito reputado de Sevilha.

## Utilização
O tenebrário serve durante o Ofício das Trevas, celebrado nos três últimos dias da Semana Santa, quando os quinze círios vão sendo sucessivamente apagados no final de cada salmo, até restarem apenas as trevas. O tenebrário deveria ficar guardado na sacristia, protegido por uma capa, para ser descoberto apenas durante as celebrações, para causar maior efeito. No entanto, atualmente, encontra-se em frente da entrada turística da catedral, junto às capelas de Santa Ana ou do Cristo de Maracaíbo.